# Ribes sanchezii
Ribes sanchezii är en ripsväxtart som beskrevs av Weigend. Ribes sanchezii ingår i släktet ripsar, och familjen ripsväxter. Inga underarter finns listade i Catalogue of Life.